# Columbella
Columbella là một chi ốc biển nhỏ, là động vật thân mềm chân bụng sống ở biển trong họ Columbellidae.

## Các loài
Các loài trong chi Columbella gồm có:
- Columbella adansoni Menke, 1853[2]
- Columbella aureomexicana (Howard, 1963)
- Columbella castanea G.B. Sowerby, 1832
- Columbella costa Simone, 2007[3]
- Columbella dysoni Reeve, 1859
- Columbella erythraeensis [4]: nomen dubium
- Columbella fuscata G.B. Sowerby, 1832
- Columbella gervillei (Payraudeau 1826)
- Columbella haemastoma G.B. Sowerby I, 1832
- Columbella labiosa G.B. Sowerby I, 1822
- Columbella major G.B. Sowerby I, 1832
- Columbella marrae Garcia E., 1999[5]
- Columbella mercatoria Lamarck[6]
- Columbella nomanensis [7]: nomen dubium
- Columbella paytensis Lesson, 1830
- Columbella rustica (Linnaeus, 1758)[8]
- Columbella rusticoides Heilprin, 1886[9]
- Columbella socorroensis Shasky, 1970
- Columbella sonsonatensis (Mörch, 1860)
- Columbella strombiformis Lamarck, 1822

Các loài được đưa vào đồng nghĩa 
- Columbella alabastrum v. Martens, 1880[10]; đồng nghĩa của Mitrella conspersa (Gaskoin, 1851)
- Columbella albina Kiener, 1840[11]: đồng nghĩa của Mitrella albina (Kiener, 1841)
- Columbella azora Duclos, 1846[12]: đồng nghĩa của Euplica festiva (Deshayes, 1834)
- Columbella conspersa [13]: đồng nghĩa của Mitrella conspersa (Gaskoin, 1851)
- Columbella exilis [14]: đồng nghĩa của Zafra exilis (Philippi, 1849)
- Columbella eximia [15]: đồng nghĩa của Mitrella eximia (Reeve, 1846)
- Columbella flava (Bruguière, 1789)[16]: đồng nghĩa của Pyrene flava (Bruguière, 1789)
- Columbella fulgurans Lamarck, 1822[17]: đồng nghĩa của Pictocolumbella ocellata (Link, 1807)
- Columbella galaxias [18]: đồng nghĩa của Mitrella nympha (Kiener, 1841)
- Columbella gowllandi Brazier, 1874[19]: đồng nghĩa của Zafra pumila (Dunker, 1858)
- Columbella ligula Duclos[20]: đồng nghĩa của Mitrella ligula (Duclos, 1835)
- Columbella mendicaria [21]: đồng nghĩa của Engina mendicaria (Linnaeus, 1758)
- Columbella mindoroensis [22]: đồng nghĩa của Mitrella mindorensis (Reeve, 1859)
- Columbella moleculina Duclos, 1846[23]: đồng nghĩa của Mitrella moleculina (Duclos, 1840)
- Columbella nympha [24]: đồng nghĩa của Mitrella nympha (Kiener, 1841)
- Columbella pardalina Lamarck, 1822[25]: đồng nghĩa của Pardalinops testudinaria (Link, 1807)
- Columbella plutonida Duclos, 1846[26]: đồng nghĩa của Columbellopsis nycteis (Duclos, 1846)
- Columbella profundi Dall, 1889[27]: đồng nghĩa của Astyris profundi (Dall, 1889)
- Columbella pumila Dunker, 1859[28]: đồng nghĩa của Zafra pumila (Dunker, 1858)
- Columbella regulus Souverbie, 1863[29]: đồng nghĩa của Zafra pumila (Dunker, 1858)
- Columbella richardi (Dautzenberg & Fisher, 1906)[30]: đồng nghĩa của Anachis richardi (Dautzenberg & H. Fischer, 1906)
- Columbella savingyi [31]: đồng nghĩa của Zafra savignyi (Moazzo, 1939)
- Columbella terpsichore [32]: đồng nghĩa của Anachis terpsichore (G.B. Sowerby II, 1822)
- Columbella testudinaria [33]: đồng nghĩa của Pardalinops testudinaria (Link, 1807)
- Columbella tringa [34]: đồng nghĩa của Nitidella nitida (Lamarck, 1822)
- Columbella troglodytes Souverbie, 1866[35]: đồng nghĩa của Zafra troglodytes (Souverbie in Souverbie & Montrouzier, 1866)
- Columbella turturina Lamarck, 1822[36]: đồng nghĩa của Euplica turturina (Lamarck, 1822)
- Columbella varians Sowerby, 1832[37]: đồng nghĩa của [[Euplica varians]] (G.B. Sowerby, 1832)
- Columbella versicolor Sowerby, 1832[38]: đồng nghĩa của Euplica scripta (Lamarck, 1822)

According to the Indo-Pacific Molluscan Database, the following species names are also in current use, hoặc have become synonyms:
- Columbella circumstriata Schepman, 1911: đồng nghĩa của Mitrella circumstriata (Schepman, 1911)
- Columbella decorata Gould, 1860 năm 1859-61: đồng nghĩa của Anachis sertularium (d'Orbigny, 1841)
- Columbella elongata Schepman, 1911: đồng nghĩa của Mitrella longissima Monsecour & Monsecour, 2007
- Columbella moleculinella Dautzenberg, 1932: đồng nghĩa của Pyreneola shepstonensis (Smith, 1910)
- Columbella perplexa Schepman, 1911
- Columbella philippinarum Reeve, 1842: đồng nghĩa của Parametaria epamella (Duclos, 1840)
- Columbella simplex Schepman, 1911: đồng nghĩa của Mitrella simplex (Schepman, 1911)
- Columbella suavis Smith, 1906: đồng nghĩa của Astyris suavis (Smith, 1906)
- Columbella supraplicata Smith, 1899